# 蒙马特圣伯多禄堂

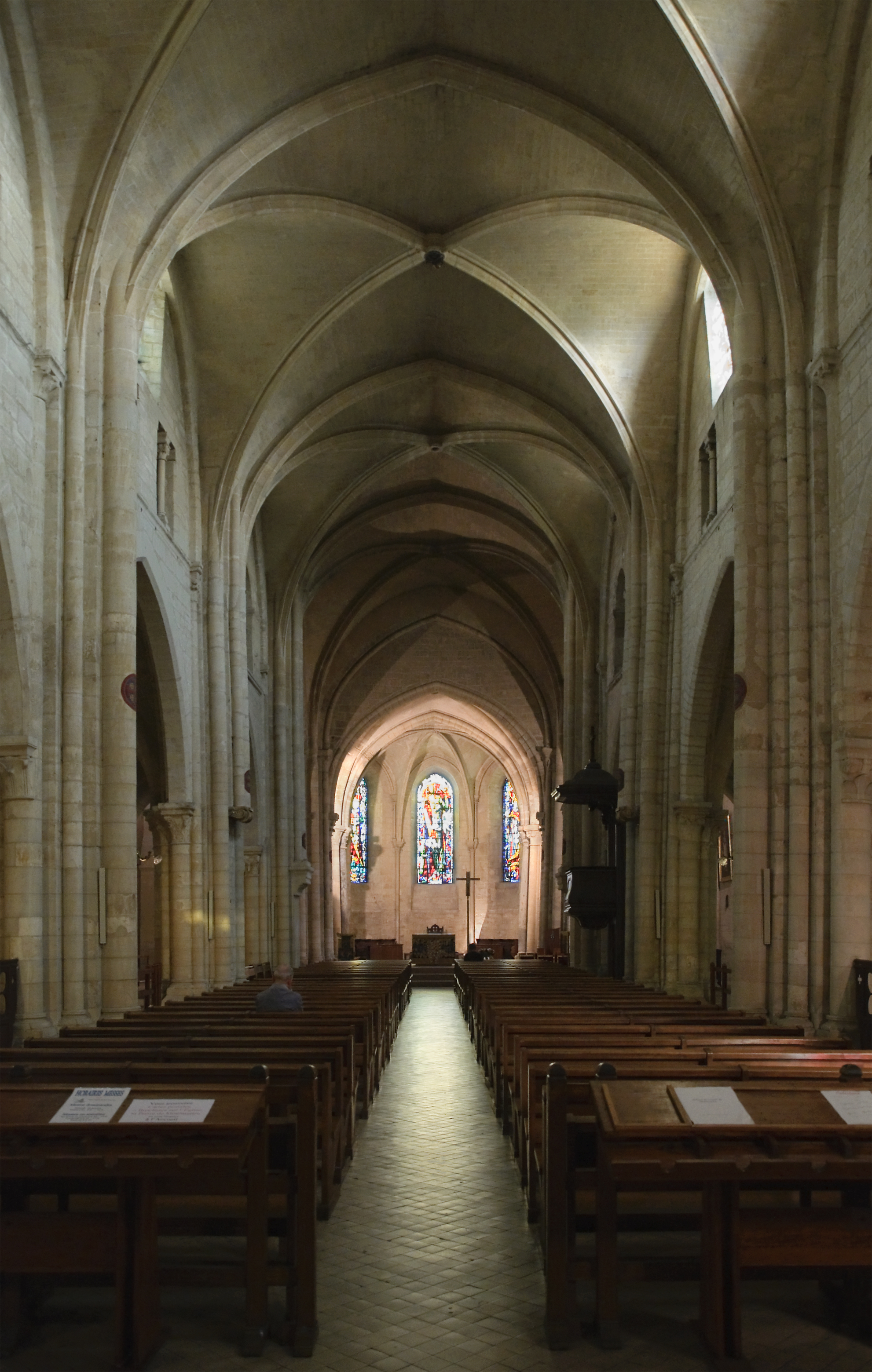
蒙马特圣伯多禄堂内部

蒙马特圣伯多禄堂（Saint Pierre de Montmartre）是法国巴黎蒙马特高地上的两座教堂之一，不过知名度不及紧邻的圣心圣殿。但是在历史上它享有更高的声望，因为根据依纳爵·罗耀拉最早的传记，这座教堂是他发愿成立耶稣会的地方。根据其传统的历史，它是由圣德尼创建于第三世纪，只有零星的迹象显示高卢罗马曾占领这个让人感到不安的地点，第一位城市考古学家Theodore Vacquier确定战神庙围墙遗址，蒙马特也是因此得名。1657年，古董商和当地历史学家亨利索瓦尔在修道院花园找到了遗迹。早期教堂是九世纪到圣德尼圣殿朝圣途中的一站 1096年属于默伦伯爵。路易六世在1133年购买了它，以兴建一座本笃会修道院，重建了墨洛温王朝的教堂；1147年，在一个盛大的皇家仪式上，教宗犹金三世再度为其祝圣，圣伯尔纳铎和克吕尼隐修院院牧彼得充当助祭。 
1680年代，本笃会下山另外新建修道院。蒙马特圣伯多禄堂毁于法国革命期间，在上面建造信号灯塔。它重建于19世纪，今天吸引了无数游客参观注目。

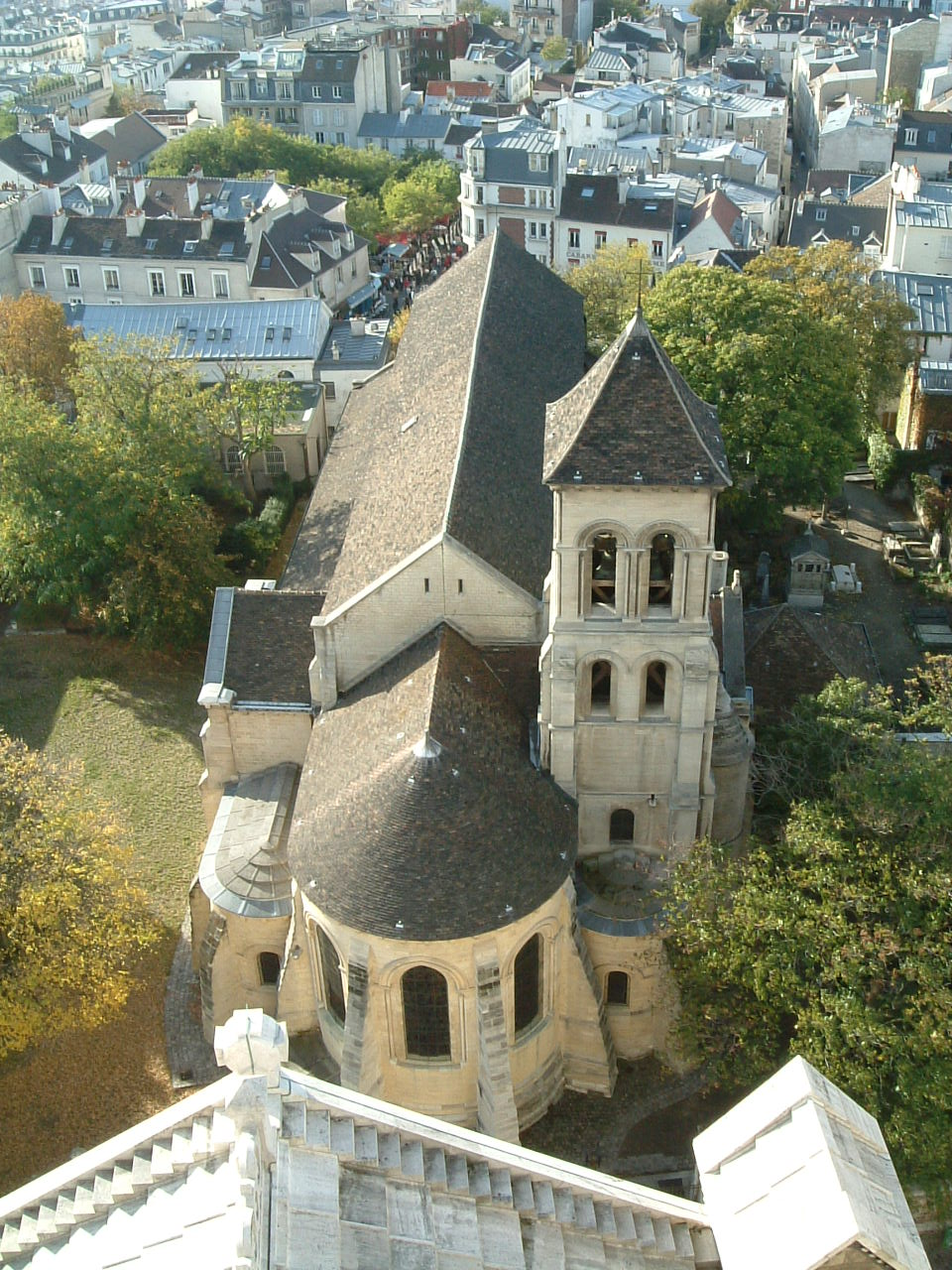
从圣心堂穹顶看到的蒙马特圣伯多禄堂

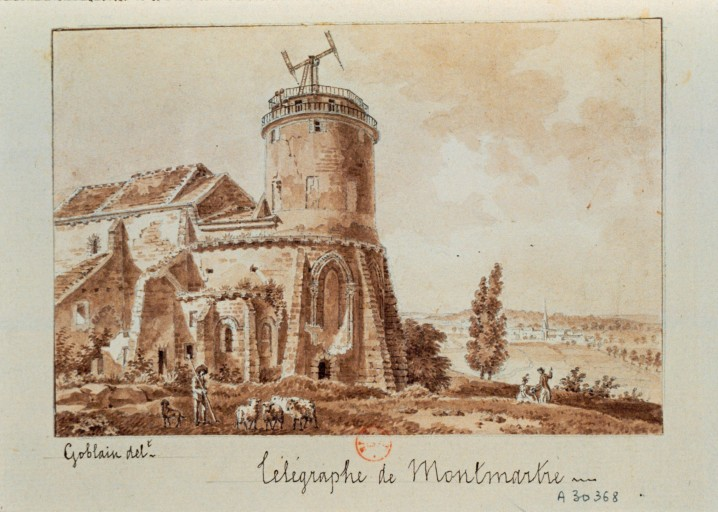
畫家Antoine-Louis Goblain在19世紀所完成的蒙马特圣伯多禄堂畫作